# David Sassoli
David Maria Sassoli (Firenca, 30. svibnja 1956. – Aviano, 11. siječnja 2022.) bio je talijanski političar i novinar. Bio je član Europskog parlamenta od 2009. godine, a 3. srpnja 2019. bio je izabran za predsjednika Europskog parlamenta. Na toj je dužnosti umro.

## Novinarska karijera
David Sassoli rođen je u Firenci 1956. godine. Tijekom 1970-ih diplomirao je politologiju na Sveučilištu u Firenci. Novinarsku karijeru započeo je zaposlivši se u malim lokalnim novinama i novinskim agencijama, prije nego što je prešao u rimsku redakciju nacionalnih novina Il Giorno. U registar profesionalnih novinara upisan je 3. srpnja 1986. godine.
Godine 1992. postao je izvjestitelj na televizijskom informativnom programu TG3, a u istom je razdoblju surađivao s poznatim novinarem Micheleom Santorom kao urednik političkih TV emisija poput  Crveno i crno (tal. Il rosso e il nero) i Izravni prijenos (tal.Tempo reale). Godine 1996. vodio je program Prijenos uživo (tal. Cronaca in diretta). Nakon nekoliko godina imenovan je voditeljem najvažnijeg talijanskog informativnog programa – dnevnika TG1, te je postao jedan od najistaknutijih i najpopularnijih novinara u zemlji. Godine 2007., kada je Gianni Riotta imenovan novim glavnim urednikom TG1, Sassoli je postao njegov zamjenik.

## Politička karijera
Godine 2009. Sassoli je napustio novinarsku karijeru i započeo političku karijeru, postavši članom Demokratske stranke (PD) na lijevom centru i kandidirajući se na izborima za Europski parlament 2009. godine za područje Središnje Italije. Dana 7. lipnja izabran je za člana EP-a s 412.502 preferencijalnih glasova, postavši tako kandidat s najviše glasova u svojoj izbornoj jedinici. Od 2009. do 2014. bio je čelnik izaslanstva PD-a u Europskom parlamentu.
Sassoli je 9. listopada 2012. najavio kandidaturu kao kandidat lijevog centra za novog gradonačelnika Rima na općinskim izborima 2013. godine. Završio je na drugom mjestu s 28 % glasova, iza senatora Ignazija Marina koji je osvojio 55 % glasova i ispred bivšeg ministra komunikacija Paola Gentilonija. Marino će kasnije biti izabran za gradonačelnika, pobijedivši vladajućeg kandidata desnog centra Giannija Alemanna.
Na izborima za Europski parlament 2014. godine, Sassoli je ponovno izabran za Europski parlament s 206.170 preferencijalnih glasova. Izbore je karakterizirala snažna propaganda u korist njegove Demokratske stranke koja je osvojila 41 % glasova.
Dana 1. srpnja 2014. Sassoli je s 393 glasa izabran za potpredsjednika Europskog parlamenta, što ga čini drugim socijalističkim kandidatom s najviše glasova u povijesti Parlamenta. Uz posao predsjedanja, član je i međugrupe Europskog parlamenta za ekstremno siromaštvo i ljudska prava.

### Predsjednik Europskog parlamenta
Na izborima za Europski parlament 2019. u Italiji, Sassoli je ponovno izabran u Europski parlament sa 128.533 glasa podrške. Progresivni savez socijalista i demokrata (S&D) predložio ga je 2. srpnja 2019. za novog predsjednika Europskog parlamenta. Sljedećeg dana Sassoli izabran za predsjednika s 345 glasova podrške, naslijedivši svog zemljaka Antonija Tajanija iz desnog centra. On je ujedno sedmi Talijan koji je obnašao tu dužnost.
U svom obraćanju Parlamentu, Sassoli je definirao europski projekt kao san o miru i demokraciji. Rekao je da su europski građani pokazali da još uvijek vjeruju u projekt i da su ponosni na europsku raznolikost. Također je dodao da će „Europa biti jača samo s Parlamentom koji igra važniju ulogu”.
Štoviše, u svom prvom javnom činu kao novoizabrani predsjednik, Sassoli je odlučio odati počast svim žrtvama terorizma u Europi na jednom od mjesta bombaških napada u Bruxellesu 2016. u znak sjećanja na žrtve u metrou Maalbeek/Maelbeek. Rekao je:
Dana 19. prosinca 2019. Sassoli je zatražio oslobađanje Oriola Junquerasa, bivšeg potpredsjednika Katalonije i nedugo prije toga izabranog europarlamentarca, koji je zatvoren nakon španjolske ustavne krize 2017. godine. Kao izabrani član Europskog parlamenta Junqueras automatski uživa diplomatski imunitet, a Sassoli je pozvao španjolske vlasti da poštuju pravni status koji mu donosi njegovo članstvo u Parlamentu.
U lipnju 2020. potpisao je međunarodni apel u korist ljubičastog gospodarstva („Ka kulturnoj renesansi gospodarstva”), koji je objavljen u novinama Corriere della Sera, El País i Le Monde.
U travnju 2021. Sassoli je uvršten na popis osam javnih dužnosnika kojima je Ministarstvo vanjskih poslova Rusije zabranilo ulazak u zemlju u znak odmazde zbog sankcija EU-a protiv Rusije.

## Osobni život
Sassoli je bio oženjen Alessandrom Vittorini i zajedno su imali dvoje djece, Giulija i Liviju. Navijao je za klub ACF Fiorentinu, nogometnu momčad svog rodnog grada.
Sassoli je bio aktivni član Articolo 21, liberi di... („Članak 21., slobodni da...”), talijanske udruge osnovane 27. veljače 2001., koja okuplja novinare, pisce, redatelje i odvjetnike s ciljem promicanja ustavnog načela slobode izražavanja.

## Vanjske poveznice
- Službena stranica Davida Sassolija  Arhivirana inačica izvorne stranice od 11. siječnja 2022. (Wayback Machine), pristupljeno 18. svibnja 2021.
- David Sassoli na stranicama Demokratske partije Italije, pristupljeno 18. svibnja 2021.